# 에이나르 게르하르센

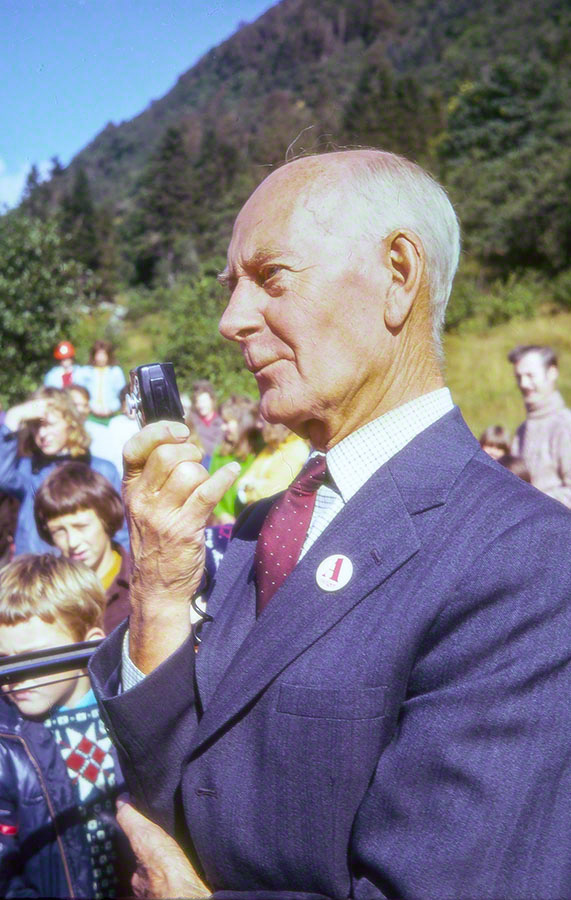
1960년대 당시의 에이나르 게르하르센

에이나르 헨뤼 게르하르센(노르웨이어: Einar Henry Gerhardsen, 1897년 5월 10일~1987년 9월 19일)은 노르웨이의 정치인이다. 소속 정당은 노동당이다.
1923년부터 1925년까지, 1936년부터 1939년까지 노동당 서기를 역임했으며 1932년에는 오슬로 시 의원으로 선출되었다. 1940년 나치 독일이 노르웨이를 점령하면서 추방당했고 나치 강제 수용소에 수감되었다. 1945년 제2차 세계 대전의 종전과 함께 석방되면서 오슬로 시장에 복귀했다.
1945년부터 1965년까지 노동당 당수를 역임했다. 노르웨이의 총리를 3번(1945년 6월 25일 ~ 1951년 11월 9일, 1955년 1월 22일 ~ 1963년 8월 28일, 1963년 9월 25일 ~ 1965년 10월 12일) 역임하였다.

## 같이 보기
- 요한 뉘고르스볼
- 오스카르 토르프